# Europees taalportfolio
Het Europees taalportfolio is een instrument waarmee alle ervaringen met het leren van talen gedocumenteerd kunnen worden.
Niet alleen kan er in aangegeven worden welke talen men kent, maar ook hoe goed men die talen kent. Dat gebeurt door per vaardigheid vast te stellen op welk niveau van het Gemeenschappelijk Europees referentiekader iemand zit. Het Europees Taalportfolio wordt in heel Europa gebruikt. Om een vergelijking tussen verschillende landen mogelijk te maken is een systeem ontwikkeld van zes niveaus van A1 tot C2 voor alle vaardigheden: luisteren, lezen, gesprekken voeren, spreken en schrijven. Alle landen in Europa hebben dit systeem aanvaard.
Wil je je vaardigheid verbeteren dan vind je daarvoor allerlei suggesties.
Door in de taalbiografie de taalscores en checklists in te vullen kun je bepalen welk niveau je hebt behaald.
Een talenportfolio bestaat altijd uit drie delen:
- een talenpaspoort
- een taalbiografie
- een dossier